# 三輪身
三輪身（さんりんしん）とは、密教において、如来が教導すべき対象である衆生の性質に合わせて三種の姿を取るとする考え方である。三輪とは、三つのグループというほどの意味。
本来の姿である自性輪身（じしょうりんしん）、正しい法を護るために菩薩の姿をとる正法輪身（しょうぼうりんしん）、導き難い相手に対して忿怒尊の姿をとる教令輪身（きょうりょうりんしん）の三身観をいう。
金剛界曼荼羅の自性は、中央・大日如来、東方・阿閦如来、南方・宝生如来、西方・阿弥陀如来、北方・不空成就如来によって分担されているが、これらの五如来は、それぞれが真理の当体（自性）に他ならないので、自性輪身（仏・如来）という。この真理は、衆生を教化救済するために菩薩が化現し正法を説く。これを正法輪身（菩薩）という。さらにその済度を徹底するために強剛難化の衆生を忿怒（ふんぬ）相をもって折伏する役割が教令輪身（明王）である。
正法輪身には諸説あるが、下記は東寺講堂の配置である。
| 方位・位置 | 自性輪身（如来） | 正法輪身（菩薩） | 教令輪身（明王） |
| ---------- | ---------------- | ---------------- | ---------------- |
| 中央       | 大日如来         | 金剛波羅蜜菩薩   | 不動明王         |
| 東方       | 阿閦如来         | 金剛薩埵菩薩     | 降三世明王       |
| 南方       | 宝生如来         | 金剛宝菩薩       | 軍荼利明王       |
| 西方       | 阿弥陀如来       | 金剛利菩薩       | 大威徳明王       |
| 北方       | 不空成就如来     | 金剛牙菩薩       | 金剛夜叉明王     |